# Джафаров, Асадулла Гудрат оглы
Асадулла Гудрат оглы Джафаров (азерб. Əsədulla Qüdrət oğlu Cəfərov) — азербайджанский археолог, заведующий отделом археологии каменного века Института археологии, этнологии и антропологии НАНА, доктор исторических наук, профессор.

## Биография
Асадулла Гудрат оглу Джафаров родился в 1949 году в селе Аркиван Масаллинского района.
В 1966 году окончил среднюю школу села Аркиван и поступил на исторический факультет Азербайджанского государственного университета, который окончил в 1973 году.
В 1968—1970 годах работал в Музее естественной истории Института геологии Академии наук Азербайджанской ССР. С 1971 года работает в Институте истории, археологии и этнографии Академии наук Азербайджана.
В 1973—1974 годах служил в Советской армии. С 1 ноября 1975 года по 1 ноября 1977 года работал стажером-исследователем в Ленинградском филиале Института археологии АН СССР. С 1 ноября 1977 года по 9 января 1984 года — младший научный сотрудник Института истории АН Азербайджана, с 10 января 1984 года по 1 декабря 1992 года — старший научный сотрудник, с 1 декабря 1992 года — С 1991 по 1994 год работал ведущим научным сотрудником, а с 1994 года — заведующим отделом археологии каменного века Института археологии, этнологии и антропологии.
В 1979 году защитил докторскую диссертацию на Ученом совете Ленинградского отделения Института археологии АН СССР и получил ученую степень кандидата исторических наук. В 1980 году за монографию «Мустьерская культура Азербайджана» ему была присуждена Республиканская премия ВЛКСМ в области науки и техники. 25 декабря 1992 года защитил докторскую диссертацию на тему «Средний палеолит Азербайджана» на Ученом Совете Института истории Академии наук Азербайджана.
В 2001 году на международной конференции, состоявшейся в Тотавеле (Франция), он был избран координатором программы INTAS-2000 по Азербайджану и получил грант. В 2001 и 2003 годах в течение 3 месяцев проводил совместные научные исследования с европейскими учеными во Франции и выступал с научными докладами по древней истории Карабаха. В 2002 году он стал победителем конкурса «100 выдающихся ученых Азербайджана».
В 2015 году решением комиссии по присуждению наград Европейского издательства мне была присуждена премия за вклад в защиту наших национальных и духовных ценностей, активную интеллектуальную позицию в обществе, успешные научные исследования в области изучения древнего история Карабаха, палеолитических стоянок Азых, Таглар, Газма на уровне современных требований археологической науки, мои многочисленные научные и публицистические работы. За свои книги был награждён «Золотой медалью» как лучший патриотический ученый-исследователь, воспитание патриотических чувств у молодежи, а также заслуги в истории развития археологической науки в Азербайджане.
За более чем 50 лет работы в НАНА, Асадулла Джафаров написал 8 книг, 148 научные статьи и более 100 научно-публицистических статей по различным этапам развития истории каменного века и первобытно-общинного строя Азербайджана, Кавказа и Европы.

## Книги
- Мустьерская культура Азербайджана (по материалам Тагларской пещеры). 1983
- В ущелье Гуручай. Б., 1990, 6 п.л
- Утро человечество. Б., 1994. 5.5 п.л
- Средний палеолит Азербайджана, 1999
- Первые жители Азербайджана, 2004, 20 п.л
- Археология Азербайджана. I том, 2008
- Палеолитические стоянки Карабаха, Баку, 2017.[5][6]
- Карабах: наша великая родина. Баку: 2019.
- Азыхская пещера — древнейшая стоянка первобытного человека на территории Азербайджана (в соавторстве). Баку: 2021.